# 503e régiment de chars de combat
Pour les articles homonymes, voir 503e régiment.
Le 503e régiment de chars de combat (503e RCC) est une unité de chars de l'Armée de terre française, dissoute en 2009.
Créée le 4 juin 1918 pendant la Première Guerre mondiale au sein de l'artillerie d'assaut, il est dissous en 1939. Recréé en 1951, il est amalgamé, en 1994, au 501e RCC pour former le 501e-503e régiment de chars de combat, une unité équipée de 80 char AMX Leclerc. Le régiment est finalement été dissous le 23 juin 2009.

## Création et différentes dénominations
- 1916 : création de l'artillerie d'assaut (ou artillerie spéciale)
- 1918 : création, le 4 juin, du 503e régiment d'artillerie d'assaut[1] ou 503e régiment d'artillerie d'assaut spéciale
- 1920 : devient le 503e régiment de chars blindés (503e RCB)
- 1923 : devient le 503e régiment de chars de combat (503e RCC)
- 1939 : dissous
- 1951 : nouvelle création du 503e RCC
- 1994 : amalgamé au 501e RCC[2], il devient le groupe d'escadrons 503 du 501e-503e RCC
- 2009 : dissolution, le 23 juin 2009, du GE 503, le régiment reprend le nom de 501e RCC

## Chefs de corps

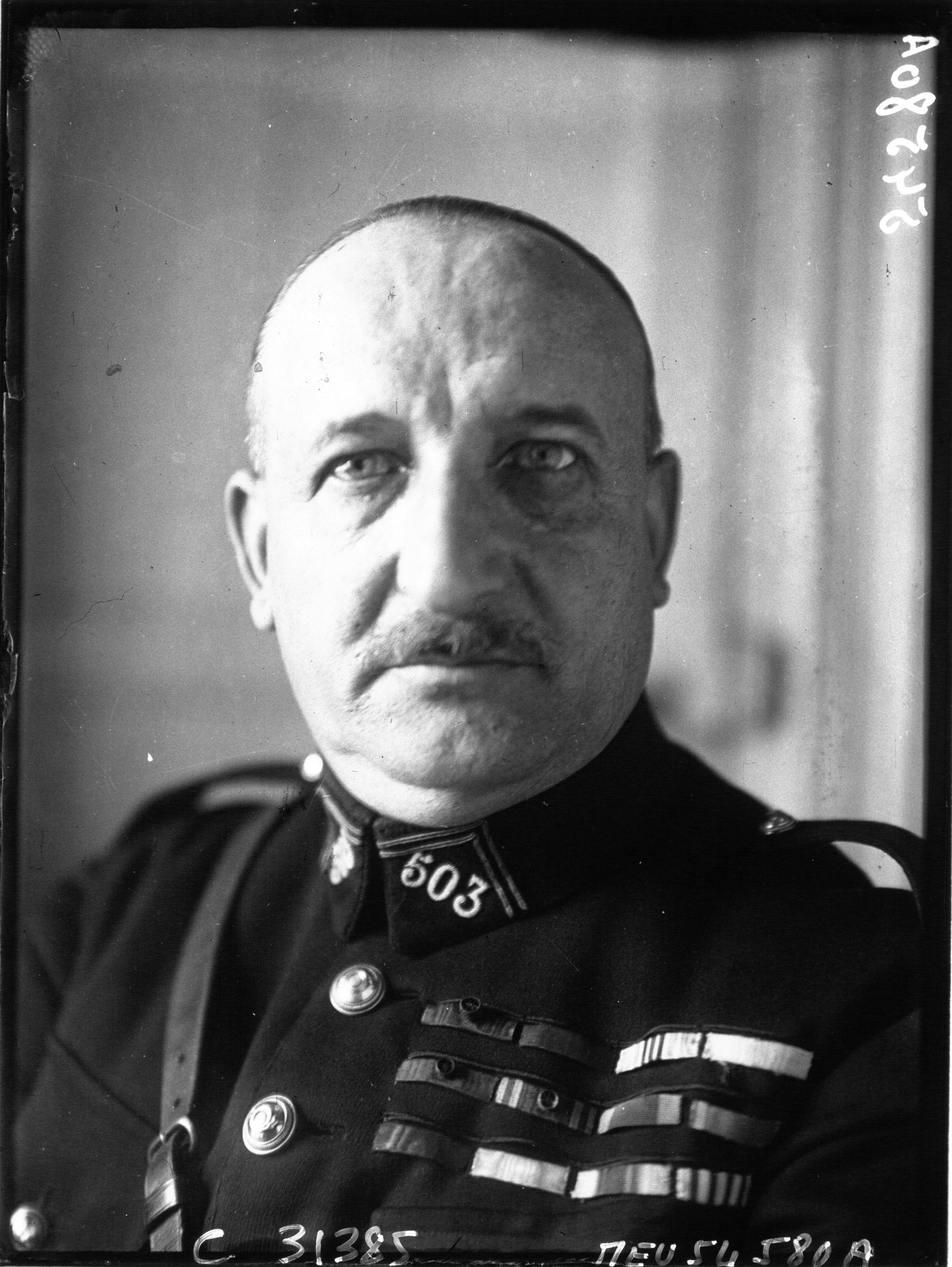
Le colonel Herscher à la fin de son commandement au, en mars 1928.

- 1918 - 1919 : chef de bataillon Michel
- 1919 - 1919 : lieutenant-colonel Sabourdin
- 1919 - 1922 : lieutenant-colonel Mahot
- 1922 - 1926 : colonel de Torquat de la Coulerie
- 1926 - 1928 : colonel Herscher (sl)
- 1928 - 1930 : colonel Sauvage
- 1930 - 1932 : colonel Martin
- 1932 - 1934 : colonel Herlaut
- 1934 - 1936 : colonel Stehle
- 1936 - 1938 : colonel Boiron
- 1938 - 1939 : colonel Buisson
- Dissous en 1940, le régiment n'a pas d'existence entre 1940 et 1950
- 1950 - 1951 : chef d'escadrons Marchal
- 1951 - 1954 : lieutenant-colonel Marchal
- 1954 - 1956 : lieutenant-colonel  Potin
- 1956 - 1957 : lieutenant-colonel Derringer
- 1957 - 1958 : lieutenant-colonel Bezard
- 1958 - 1959 : lieutenant-colonel de Montardy
- 1959 - 1961 : lieutenant-colonel Potin
- 1961 - 1964 : lieutenant-colonel Quenot
- 1964 - 1966 : lieutenant-colonel Rouge
- 1966 - 1968 : lieutenant-colonel Huberdeau
- 1968 - 1970 : lieutenant-colonel  Schlagdenhauffen
- 1970 - 1972 : lieutenant-colonel Boidot
- 1972 - 1974 : lieutenant-colonel  Péret
- 1974 - 1976 : lieutenant-colonel  puis COL Dupont de Dinechin
- 1976 - 1978 : lieutenant-colonel  Caralp
- 1978 - 1980 : lieutenant-colonel Lafont
- 1980 - 1982 : lieutenant-colonel puis COL Vaujour
- 1982 - 1984 : lieutenant-colonel puis COL Gouraud
- 1984 - 1986 : colonel Forterre
- 1986 - 1988 : colonel Maillard
- 1988 - 1990 : colonel Avenel
- 1990 - 1992 : lieutenant-colonel Humeau
- 1992 - 1994 : lieutenant-colonel Tricoche
- 1994 - 1996 : lieutenant-colonel Moreau
- 1996 - 1998 : lieutenant-colonel Billières
- 1998 - 2000 : lieutenant-colonel Gouraud
- 2000 - 2002 : lieutenant-colonel Fuchs
- 2002 - 2004 : lieutenant-colonel Hanus
- 2004 - 2006 : lieutenant-colonel Vaglio
- 2006 - 2008 : lieutenant-colonel Bottet
- 2008 - 2009 : lieutenant-colonel Savary de Beauregard

## Historique des garnisons, campagnes et batailles

### Garnisons
- Versailles : de 1918 à août 1939
- Mourmelon : du 1er avril 1951 à 2009
- Wetzlar de 1955 à 1956 (ne laissant qu'une base à Mourmelon)[3]

### Première Guerre mondiale

#### 1918
Né le 4 juin 1918 par la réunion des 7e, 8e et 9e bataillons de chars légers, le 503e régiment d'artillerie d'assaut est issu de l'artillerie d'assaut créée en 1916. Le 503e RAS comprend à sa formation les unités suivantes :
- 7e BCL
  - AS 319
  - AS 320
  - AS 321
- 8e BCL
  - AS 322
  - AS 323
  - AS 324
- 9e BCL
  - AS 325
  - AS 326
  - AS 327

Le régiment est engagé dans la bataille de la Marne pour colmater la poche de Château-Thierry. En trois jours de combat dans le Soissonnais, les bataillons fournissent 40 heures de marche dont 30 de combat. 
Le régiment est ensuite envoyé en Picardie et se couvre de gloire à Montdidier. 
En août 1918, revenu dans la région de Soissons, le régiment participe, dans le cadre de la 10e armée, à l'exploitation de la contre-attaque Mangin. Commençant par le dégagement de Soissons, les trois bataillons ont comme axe de marche Vauxaillon. Ils repoussent l'ennemi jusqu'au Chemin des Dames d'où était partie l'offensive allemande du 15 juillet. 
En octobre et en novembre 1918, ils poursuivent les troupes allemandes en déroute et terminent la campagne sur la Lys en Belgique.

### Entre-deux-guerres
Pendant toute cette période, le régiment est stationné à Versailles et au camp de Satory.

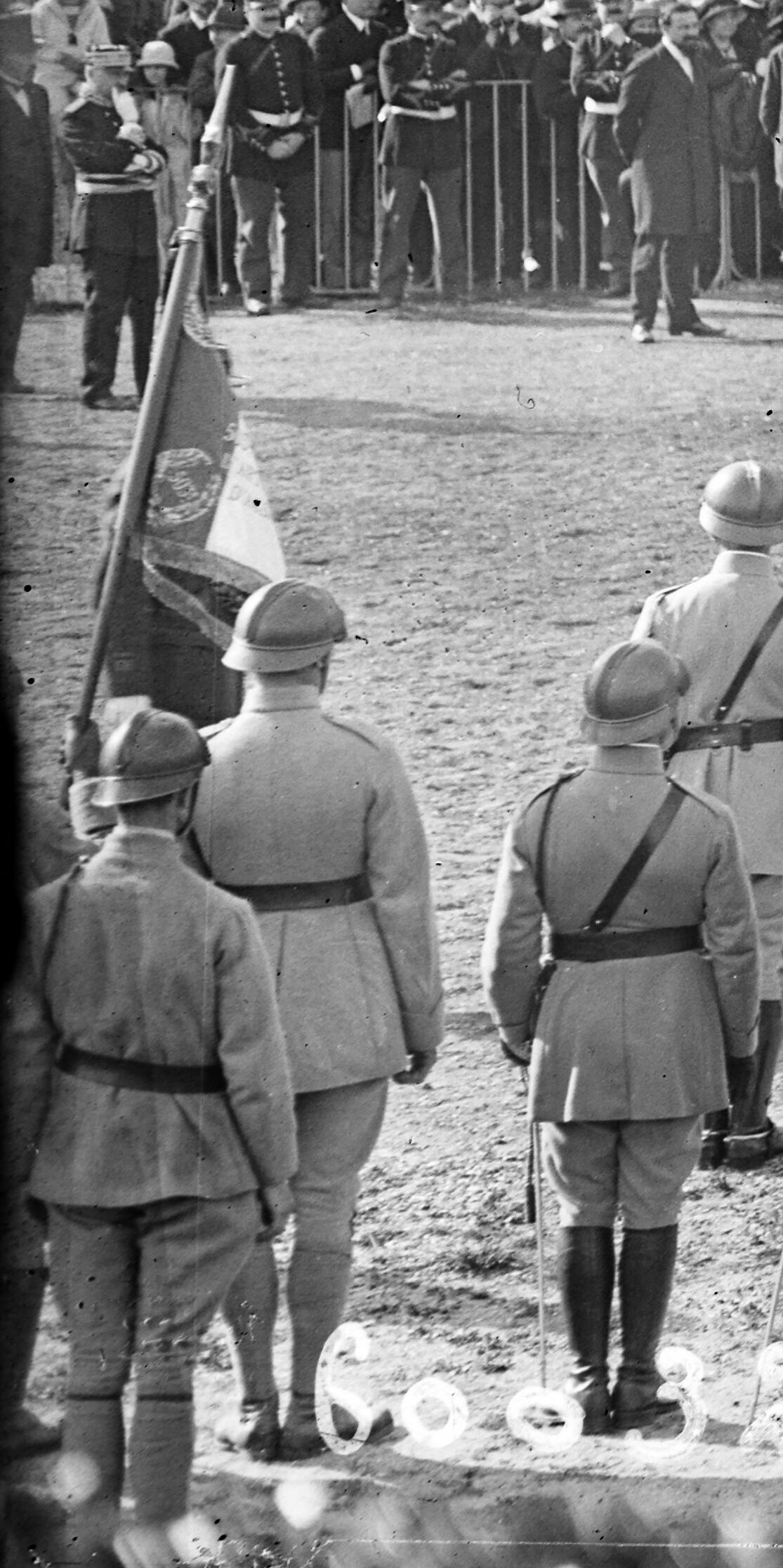
L'étendard du 503e régiment d'artillerie d'assaut lors de la revue du 14 juillet 1920 à l'hippodrome de Vincennes.
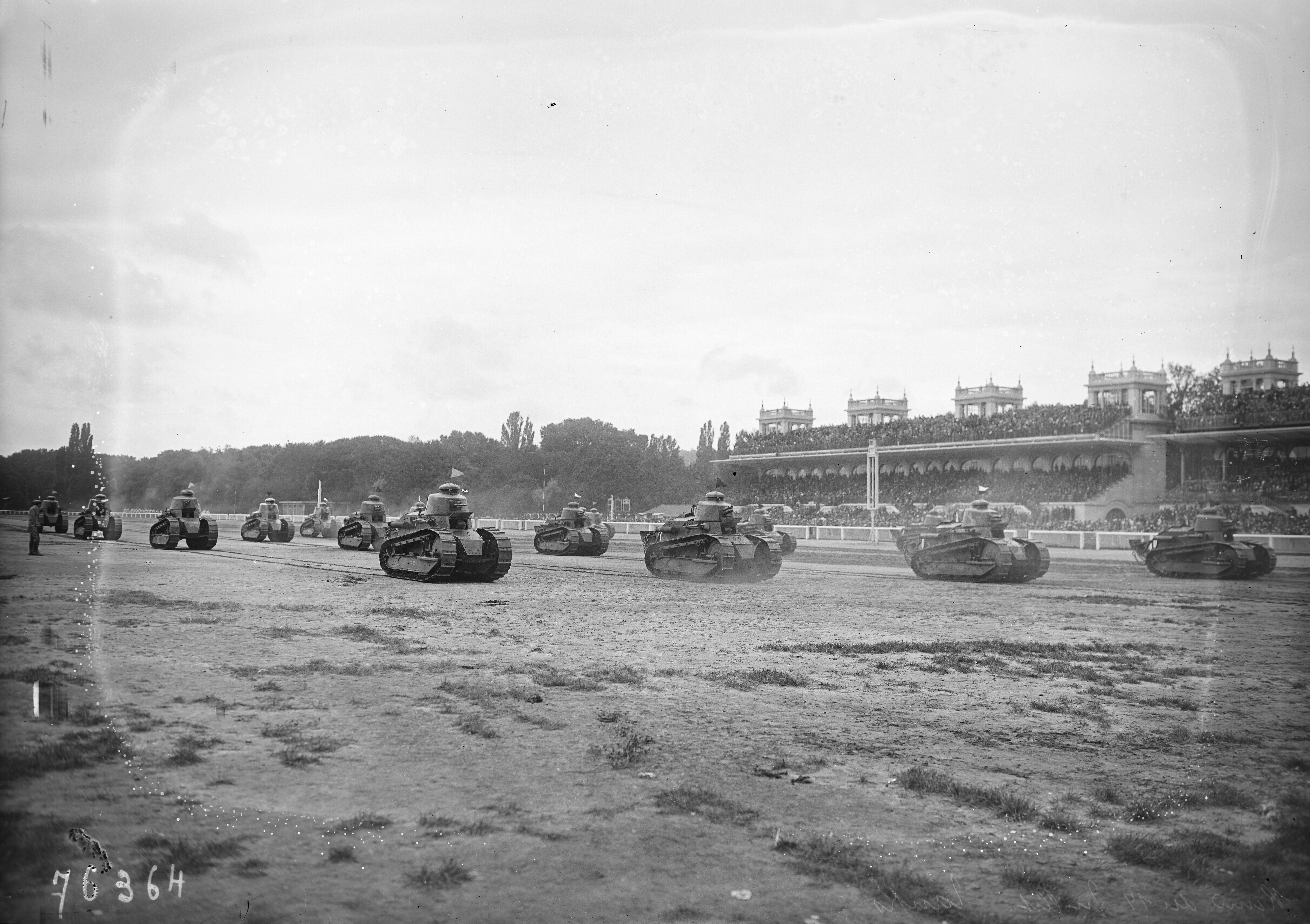
Défilé des chars FT du 503e RCB lors de la revue du 14 juillet 1922 à l'hippodrome de Longchamp.
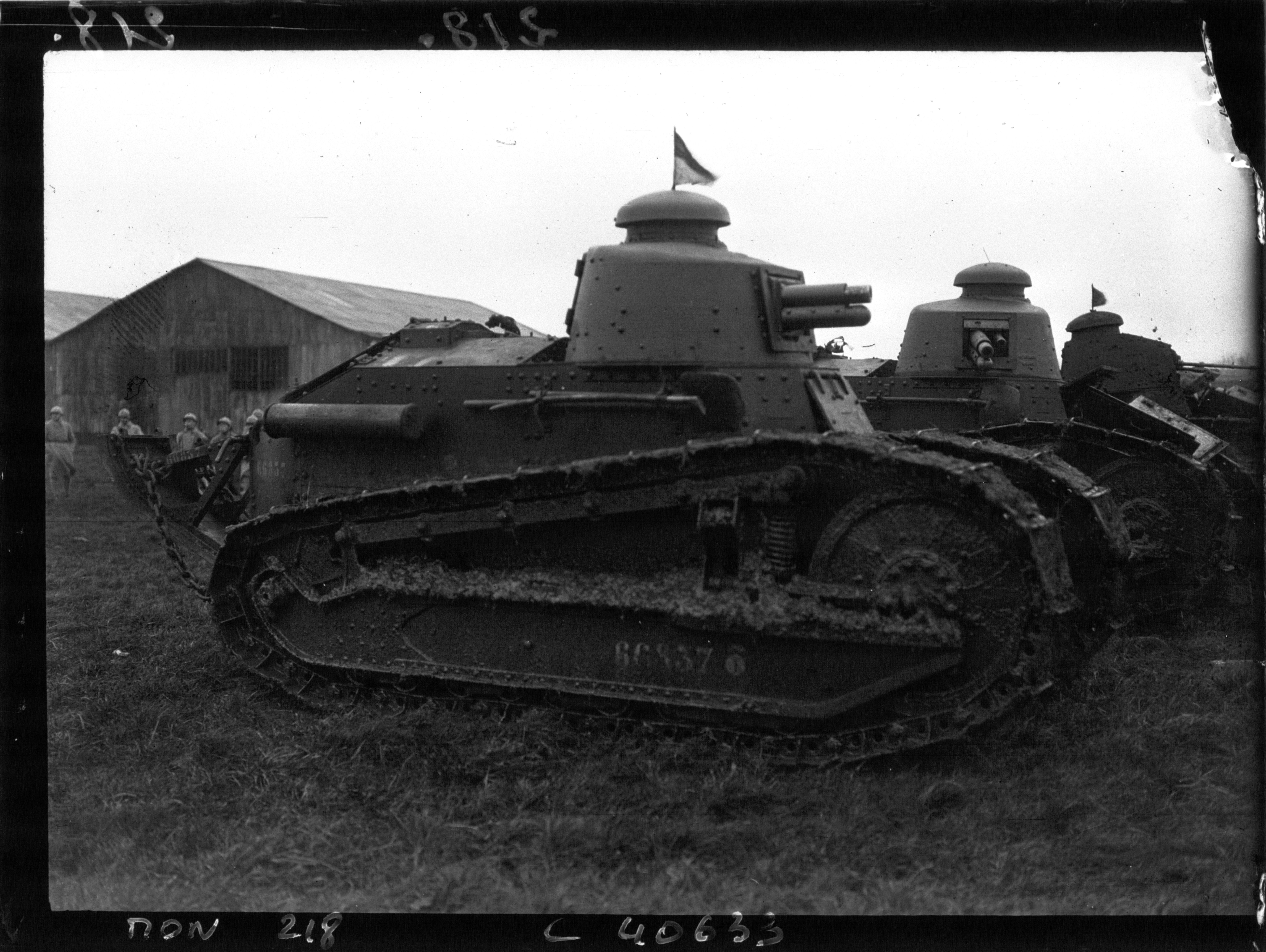
Chars FT du 503e RCC en manœuvres à Satory en janvier 1932.
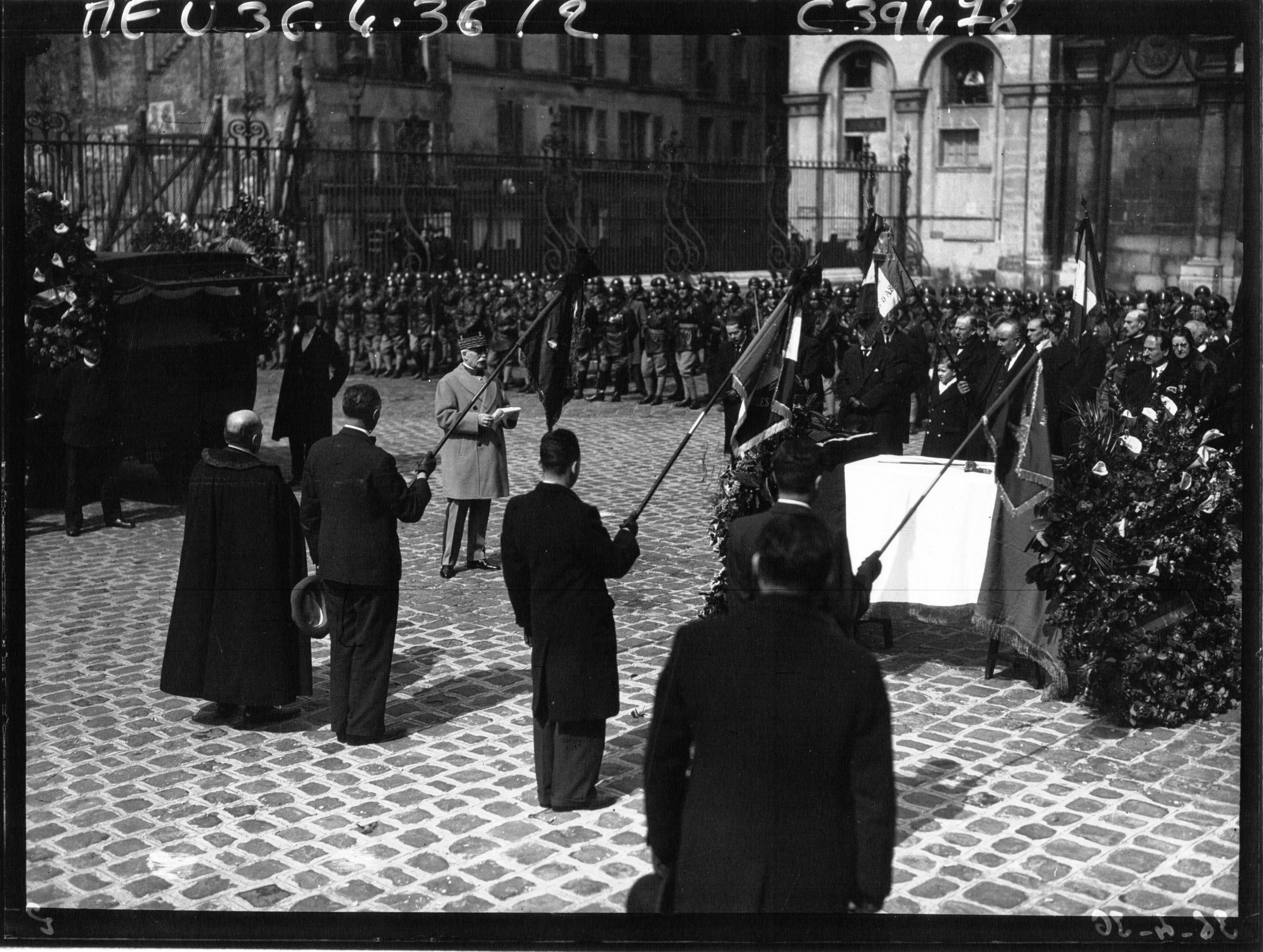
Tankistes du 503e RCC (au fond, en tenue de cuir sombre) lors des obsèques du général Estienne.
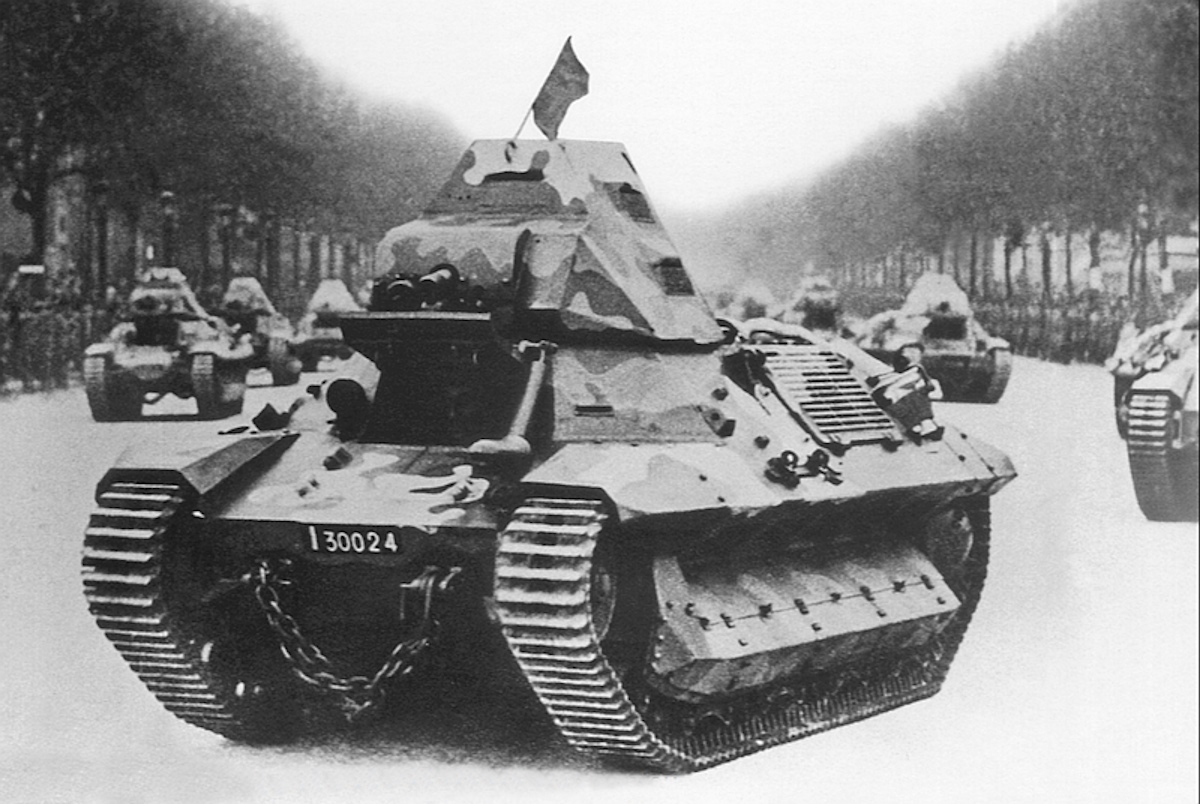
Char FCM du Ier bataillon, défilant à Paris en 1938 ou 1939.

### Seconde Guerre mondiale
Lors de sa dissolution, le 25 août 1939, le 503e RCC donne naissance à quatre bataillons de chars de combat qui seront ventilés dans différents groupes de bataillons de chars (GBC) :
- GBC 503 du lieutenant-Colonel Hudry
  - 3e bataillon de char de combat, anciennement II/503e RCC  (Versailles - 45 chars R35)
  - 7e bataillon de char de combat, anciennement I/503e RCC  (Versailles - 45 chars FCM 36)
- GBC 513
  - 29e bataillon de char de combat (63 chars Renault FT)
- GBC 518
  - 33e bataillon de chars de combat (63 chars Renault FT)

### De 1945 à nos jours
Le 1er avril 1951, le 503e RCC est recréé à Mourmelon. Le régiment est équipé des nouveaux chars ARL 44 et de chars lourds Panther.
En 1952, il reçoit des M47 Patton.
Durant la guerre d'Algérie, de 1956 à 1963, le régiment est transformé en centre d'instruction du personnel avant leur départ en Algérie.
En 1963, il redevient un régiment de chars et, en 1966, après avoir participé à l'expérimentation, il est le premier régiment à recevoir l'AMX-30 B et se spécialise dans le franchissement des coupures en submersion. Son cinquième escadron (escadron porté) se voit doté de transports de troupe amphibies AMX-10 P, ayant pour mission d'assurer la protection de la zone de franchissement.
En 1982, le 503e RCC a encore le privilège d'être équipé des premiers chars AMX 30 B2.
En 1990, le chef d'état major de l'armée de terre décide de créer, à titre expérimental, un régiment de chars de combat à 80 chars Leclerc - dénommé RC 80 - constitué de deux groupes d'escadrons (GE) formés respectivement par le 4e régiment de dragons et le 503e RCC. Le 31 août 1994, tandis que le 501e RCC est dissous à Rambouillet, le groupe d'escadrons du 4e régiment de dragons prend l'appellation de "groupe d'escadron 501" et forme, avec le GE 503, le 501e-503e régiment de chars de combat.

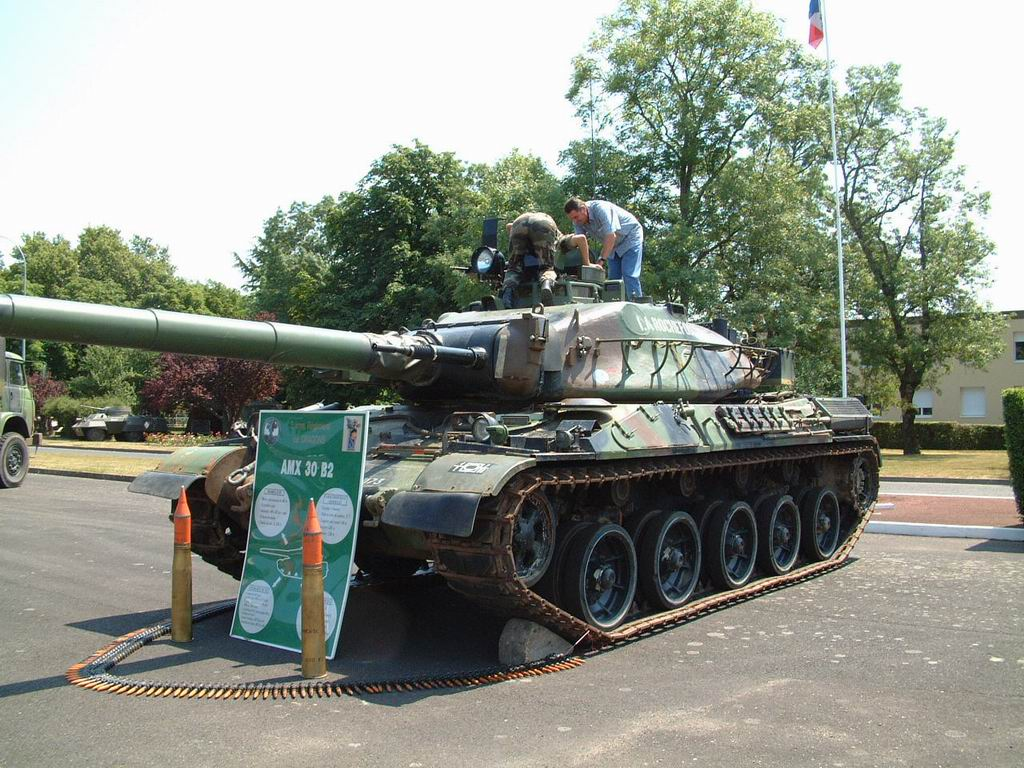
AMX 30 B2 - Version améliorée de l'AMX 30
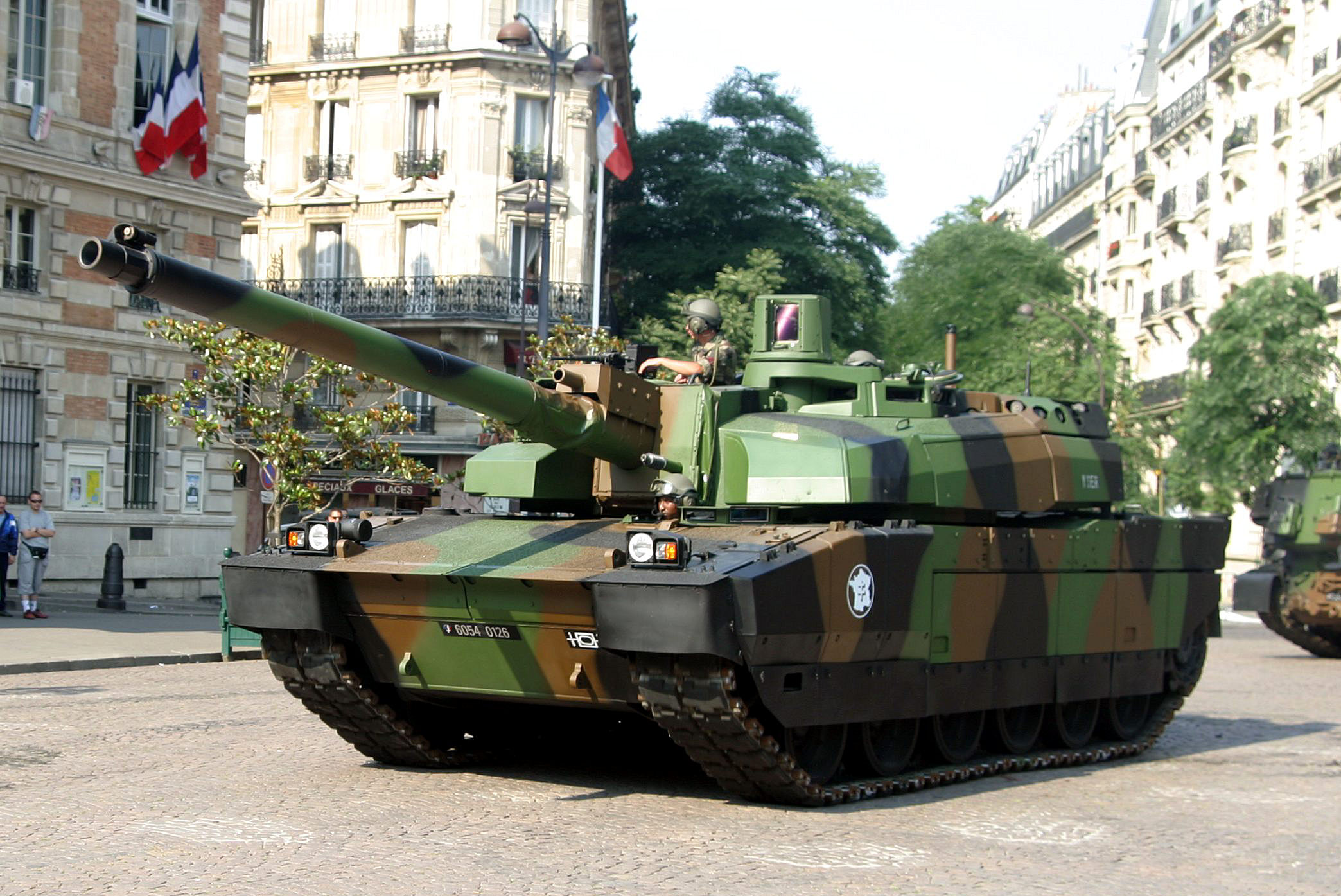
Char AMX Leclerc
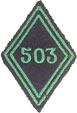
Losange de bras du 503e RCC

Le 501e-503e RCC au complet est constitué de 80 chars, 500 blindés et véhicules divers et de 1 300 hommes :
- Chars Leclerc
- Véhicules blindés légers (VBL)
- Véhicules de l'avant blindés (VAB)
- Radars RASIT
- Véhicules et blindés de dépannage
- Véhicules de transport
- Dépanneur chars leclerc (DCL)

Comme le régiment, le GE 503, partage son activité entre les entraînements en métropole et les missions à l'étranger. Il participe aux relèves en ex-Yougoslavie et au Kosovo et s'est trouvé engagé ces dernières années sur tous les théâtres d'interventions extérieures (Tchad, Liban, Koweït, République centrafricaine, mais aussi Sénégal, Côte d'Ivoire Guyane et Afghanistan). Le GE 503 comprend 40 chars Leclerc et est soutenu par deux escadrons de moyens généraux et de maintenance qu'il partage avec le GE 501. Il est projetable et peut participer à des missions extérieures de manière autonome. 
La dissolution du groupe d'escadrons 503 intervient le 23 juin 2009. Les 239 militaires qui appartiennent encore au GE 503 renforcent la nouvelle unité qui reprend le nom de 501e RCC. Le quatrième escadron de combat du 501e, projeté en Nouvelle-Calédonie en 2009, puis au Liban l'année suivante, a été créé à partir du 1er escadron du 503e.
Les hommes du nouveau régiment portent désormais de manière permanente le béret noir, l'insigne et la fourragère du 501e mais conservent les traditions du 503e RCC[réf. nécessaire].
Symbole de la dissolution, l'étendard du 503e RCC a été roulé et remis pour la dernière fois au colonel Nimser, dernier commandant le 501e-503e RCC.

## Traditions

### Devise
"Feux et foi" ou "Du chic et du cran"

### Insigne
Le premier insigne du régiment, fabriqué par Arthus Bertrand à partir de 1935, présente, sur fond de roue dentée, un mitrailleur de char qui pointe son arme. Dans le coin inférieur gauche, le coq bicéphale, symbole de Versailles.
Le second type d'insigne réunit dans une même composition les deux attributs traditionnels des chars, sans y ajouter le moindre symbole spécifique au 503e régiment de chars de combat excepté son numéro.

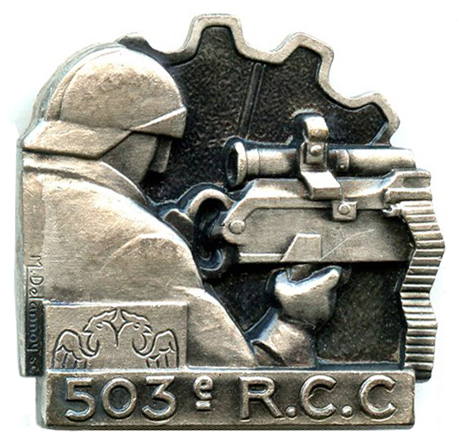
Insigne de 1935.

### Étendard

Dessin de l'étendard du de chars de combat.

Il porte, cousues en lettres d'or dans ses plis, les inscriptions suivantes :
- Soissonnais 1918
- Montdidier 1918
- Vauxaillon 1918
- La Lys 1918

### Citations
« Magnifique unité de combat qui a pris une part glorieuse aux journées du 26 et 30 septembre 1918, frayant le chemin de sur plus de 6 km de profondeur à l'Infanterie de deux divisions successives, malgré l'âpre résistance de l'ennemie et de nombreuses contre-attaques. »

— Maréchal Pétain, 1918 - AS 307, 308, 309

« Unité d'élite. A fait preuve des plus belles qualités manœuvrières et d'une bravoure absolue au cours des combats. Malgré des pertes sévères, atteignant 50 % du personnel, a rempli sa mission avec une splendide abnégation et a donné la marque d'un esprit de sacrifice digne des traditions de l'ancienne AS »

— Général Huntziger, 1940.

### Décorations

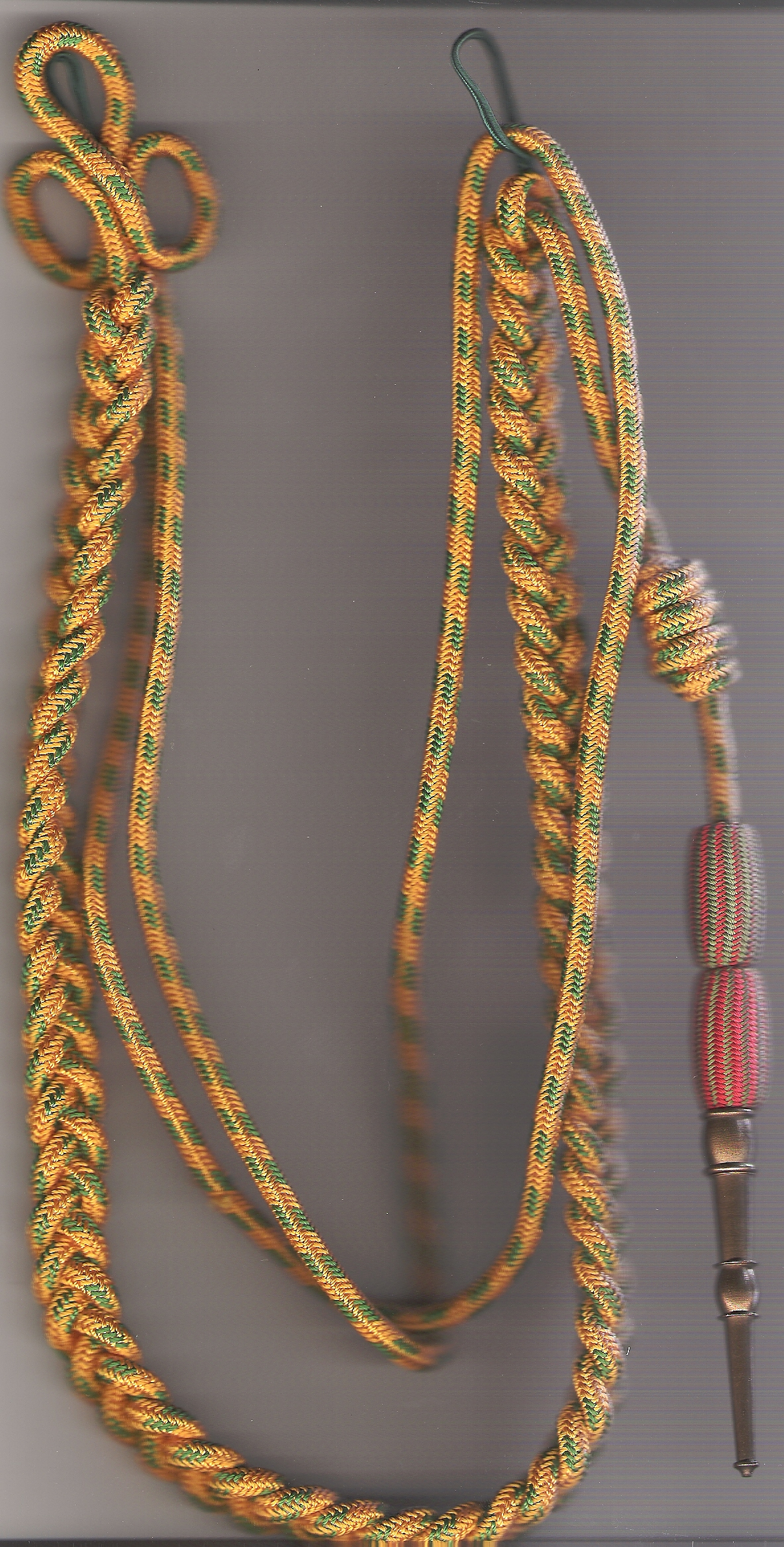
Fourragère, dite « fantaisie », aux couleurs de la médaille militaire et olives des croix de guerre 1914-1918 et 1939-1945(l'olive du bas doit être à demi jaune/vert et demi vert/rouge)

Contrairement aux règles, une décision ministérielle de 1951 a autorisé le régiment à porter sur la cravate de son étendard les palmes acquises par ses bataillons (5 palmes pour le 3e bataillon, 3 palmes pour le 7e bataillon), ainsi que trois fourragères. La Croix de Guerre 1914-18 avec huit palmes et trois étoiles.
La Fourragère aux couleurs du ruban de la Médaille militaire, avec olives aux couleurs du ruban de la Croix de guerre 1914-1918 et aux couleurs du ruban de la Croix de guerre 1939-1945.
En 1939, les unités suivantes portaient la fourragère aux couleurs du ruban de la Croix de Guerre 1914-18 et aux couleurs du ruban de la Médaille Militaire :
- AS 319 : trois palmes
- AS 320 : trois palmes
- AS 321 : trois palmes
- AS 307 : cinq palmes
- AS 308 : cinq palmes
- AS 309 : cinq palmes

Les trois dernières compagnies n'entrèrent dans la composition du 503e RCC qu'en 1935.
En 1918, elles contribuèrent à former le 501e RCC ce qui autorise ce régiment à revendiquer également la fourragère aux couleurs du ruban de la médaille militaire.

### Refrain
« Pour se battre, tirer, bien marcher, le 5/3. »

## Personnalités ayant servi au sein du régiment
- Adrien Langumier, résistant et homme politique, brimé pendant son passage au régiment en 1922 car il était alors militant communiste[7].

## Sources et bibliographie
- Andolenko (général), Recueil d'historique de l'arme blindée et de la cavalerie, Paris, Eurimprim, 1968.
- Historique du 503e régiment d'artillerie d'assaut, Paris, Fournier, 1922, 30 p., lire en ligne sur Gallica.